# Estany dels Meners de la Coma
L'Estany dels Meners de la Coma est un lac d'Andorre situé dans la paroisse de Canillo à une altitude de 2 618 m.

## Toponymie
Estany provient du latin stagnum (« étendue d'eau ») qui a également donné estanque en espagnol et « étang » en français,. Meners est le pluriel de mener qui désigne une « mine ». Coma dérive du latin cumba qui signifie « combe » ou « vallée ». Ce terme peut avoir plusieurs sens en Andorre mais décrit généralement une vallée servant d'estive. L'estany dels Meners de la Coma est donc le « lac des mines de la vallée ».
La Collada dels Meners était en effet un site important d'extraction de minerai de fer du XVIIe siècle au XIXe siècle d'où la présence de mines. Le minerai était ensuite transporté à travers le parc naturel de Sorteny vers les forges de la paroisse d'Ordino (notamment celle d'El Serrat) mais également vers Canillo,,.

## Géographie

### Hydrographie
La superficie du lac est de 0,9 ha. Ses eaux alimentent le riu dels Meners qui rejoint le riu de la Coma. Ce dernier est le cours d'eau émissaire de l'ensemble de la vallée de Ransol. Il conflue à Ransol avec la Valira d'Orient.
| \| Estany dels Meners de la Coma \|                                                   |                |
| L'estany dels Meners de la Coma sur la carte des bassins hydrographiques de l'Andorre | Riu de la Coma |
| Estany dels Meners de la Coma                                                         |                |

### Topographie et géologie
Le lac se trouve dans la paroisse de Canillo à une altitude de 2 618 m, au fond de la vallée de Ransol. Il est surplombé à l'ouest par la Collada dels Meners (2 719 m), col séparant la vallée de Ransol du parc naturel de Sorteny. De hauts sommets dominent le lac au nord : le pic de Serrère (2 912 m) et le pic de la Coume de Seignac (2 856 m). Tous deux marquent la frontière entre l'Andorre et la France.
Comme le reste de la principauté d'Andorre, l'estany dels Meners de la Coma se trouve sur la chaîne axiale primaire des Pyrénées. Les roches y sont de nature métamorphique schisteuse. La Collada dels Meners, située à proximité, était en effet un site d'extraction de minerai de fer du XVIIe siècle au XIXe siècle.
| \| Estany dels Meners de la Coma \|                                              |                                                                                            |
| Position de l'estany dels Meners de la Coma sur la carte géologique de l'Andorre | Le pic de Serrère et le pic de la Coume de Seignac dominant le fond de la vallée de Ransol |
| Estany dels Meners de la Coma                                                    |                                                                                            |

### Climat
| Mois                              | jan. | fév. | mars | avril | mai  | juin  | jui. | août  | sep.  | oct.  | nov.  | déc.  | année   |
| --------------------------------- | ---- | ---- | ---- | ----- | ---- | ----- | ---- | ----- | ----- | ----- | ----- | ----- | ------- |
| Température minimale moyenne (°C) | −5,7 | −6,4 | −5   | −3,7  | −0,3 | 2,9   | 5,3  | 5,2   | 3,1   | 0,8   | −2,6  | −4,5  | −0,7    |
| Température moyenne (°C)          | −2,7 | −3,1 | −1,3 | −0,6  | 3,3  | 7,1   | 10,4 | 10,3  | 7,4   | 4,1   | 0,2   | −1,5  | 2,8     |
| Température maximale moyenne (°C) | 0,4  | 0,4  | 2,6  | 3     | 7,2  | 11,6  | 15,6 | 15,9  | 12,4  | 8,1   | 3,7   | 1,5   | 6,9     |
| Précipitations (mm)               | 88,4 | 48,3 | 64,1 | 108,5 | 132  | 123,6 | 94   | 105,1 | 106,2 | 110,9 | 126,7 | 102,7 | 1 210,5 |

## Randonnée

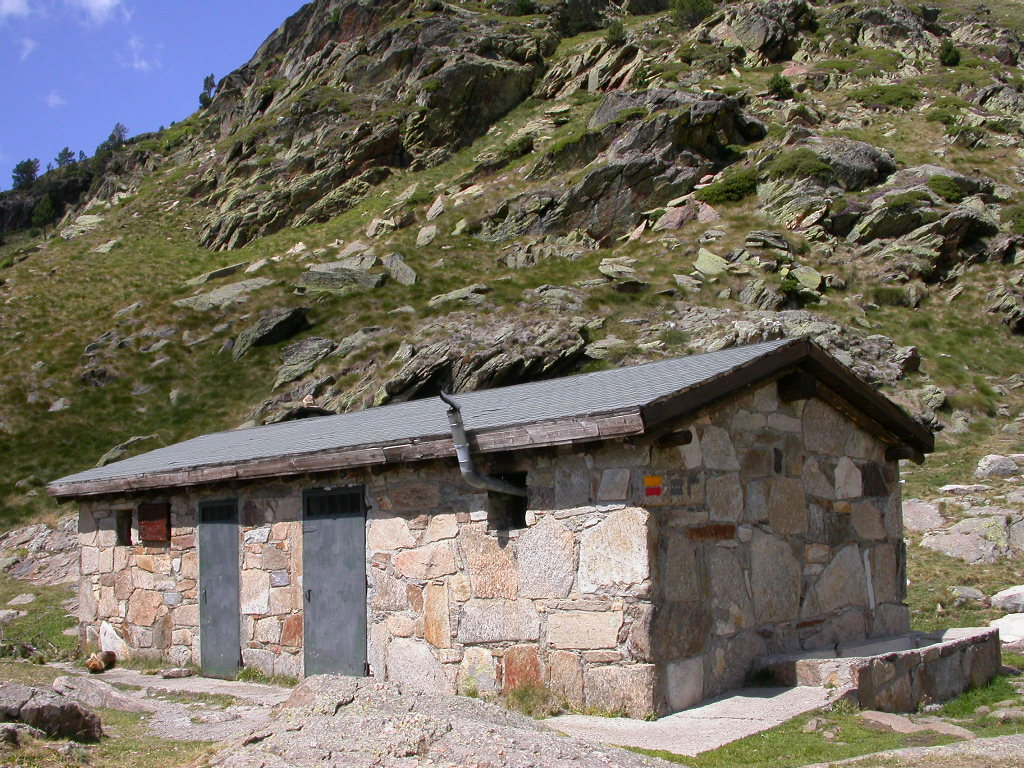
Refuge de Cóms de Jan

Le lac est situé sur le trajet du GRP, un chemin de randonnée, s'étendant sur environ 120 km au travers de toutes les paroisses d'Andorre. Il se trouve également le long de la haute randonnée pyrénéenne (HRP), un chemin trans-frontalier traversant les Pyrénées de l'Atlantique à la Méditerranée.
Le refuge de Cóms de Jan se situe à proximité, au fond de la vallée de Ransol. Il s'agit d'un refuge non gardé, ouvert toute l'année, et d'une capacité d'accueil de 10 personnes,.

## Faune et flore
- Omble de fontaine[15]
- Truite fario[15]